# Лукаш из Нового Места
Лукаш из Нового Места или Лука Русин (лат. Lucas Ruthenus; лат. Lucas de Nova Civitate Russiae, пол. Łukasz z Nowego Miasta, ?,  Новое Место, Русское воеводство, Королевство Польское — 1542) — польский философ, ритор и педагог, происходивший из Галицкой Руси. Преподаватель философии Краковского университета, автор фундаментального новолатинского труда об искусстве эпистолографии, опубликованного в Кракове в 1522 году.

## Биография
Родился в Новом Месте близ Самбора. Учился в Кракове в Ягеллонском университете. Завершил обучение как бакалавр (1517), получил степень магистра свободных искусств, затем стал преподавателем философии. В 1522 году переехал в Люблин, где служил городским писарем.
В том же году опубликовал в Кракове учебник по эпистолографии «Compendiosa in modum construendarum epistolarum manuductio». Лукашу принадлежит труд по аристотелевской философии, который остался неопубликованным. В нём он ссылался на сочинения Аристотеля «О душе», «Этика», «О возникновении и уничтожении» и др.

## Сочинения
- Lucas Ruthenus: Compendiosa in modum construendarum epistolarum manuductio pro utili scholasticor[um] in studio Cracovien[si] per [...] qua poterat diligentia congesta Cracoviae, 1522.